# 神川町
神川町（日语：／ Kamikawa machi */?）是日本埼玉縣西北邊的町，人口約1萬5千人，是知名的梨産地。2006年1月1日與隣接的神泉村合併而成。

## 交通

### 鐵路
東日本旅客鐵道
- 八高線：丹莊站